# Lliga de les Nacions de la UEFA 2018-19
La Lliga de les Nacions de la UEFA 2018-19 va ser la primera edició de la Lliga de les Nacions de la UEFA, una competició internacional de futbol on participen les 55 seleccions masculines de les federacions membres de la UEFA. La competició es va celebrar entre el setembre i el novembre de 2018 (fase de grups) i el juny de 2019 (fase final); a més, aquesta competició també va servir com a classificació per disputar l'Eurocopa de 2020, atorgant places als play-offs que decidirien quatre dels vint-i-quatre participants definitius.

## Participants

Mapa on es representa, per cada selecció, la lliga on competeix.
Lliga A
Lliga B
Lliga C
Lliga D

Hi varen participar els 55 països membres de la UEFA:
| Equips participants  | Equips participants | Equips participants | Equips participants |
| -------------------- | ------------------- | ------------------- | ------------------- |
| Albània              | Eslovàquia          | Islàndia            | Noruega             |
| Alemanya             | Eslovènia           | Illes Fèroe         | Països Baixos       |
| Andorra              | Espanya             | Israel              | Polònia             |
| Armènia              | Estònia             | Itàlia              | Portugal            |
| Àustria              | Finlàndia           | Kazakhstan          | Txèquia             |
| Azerbaidjan          | França              | Kosovo              | Romania             |
| Bèlgica              | Gal·les             | Letònia             | Rússia              |
| Belarús              | Geòrgia             | Liechtenstein       | San Marino          |
| Bòsnia i Hercegovina | Gibraltar           | Lituània            | Sèrbia              |
| Bulgària             | Grècia              | Luxemburg           | Suècia              |
| Xipre                | Hongria             | Macedònia del Nord  | Suïssa              |
| Croàcia              | Anglaterra          | Malta               | Turquia             |
| Dinamarca            | Irlanda             | Moldàvia            | Ucraïna             |
| Escòcia              | Irlanda del Nord    | Montenegro          |                     |

## Calendari
A continuació es mostra el calendari de la Lliga de les Nacions de la UEFA 2018-19.
| Fase          | Jornada                | Data                      |
| ------------- | ---------------------- | ------------------------- |
| Fase de grups | Jornada 1              | 6–8 de setembre de 2018   |
| Fase de grups | Jornada 2              | 9–11 de setembre de 2018  |
| Fase de grups | Jornada 3              | 11–13 d'octubre de 2018   |
| Fase de grups | Jornada 4              | 14–16 d'octubre de 2018   |
| Fase de grups | Jornada 5              | 15–17 de novembre de 2018 |
| Fase de grups | Jornada 6              | 18–20 de novembre de 2018 |
| Fase final    | Semifinals             | 5–6 de juny de 2019       |
| Fase final    | Partit pel tercer lloc | 9 de juny de 2019         |
| Fase final    | Final                  | 9 de juny de 2019         |

## Lliga A

### Grup A1
| Equip         | Pts | PJ | PG | PE | PP | GF | GC | DG |
| ------------- | --- | -- | -- | -- | -- | -- | -- | -- |
| Països Baixos | 7   | 4  | 2  | 1  | 1  | 8  | 4  | +4 |
| França        | 7   | 4  | 2  | 1  | 1  | 4  | 4  | 0  |
| Alemanya      | 2   | 4  | 0  | 2  | 2  | 3  | 7  | -4 |

| Equip         |       |       |       |
| ------------- | ----- | ----- | ----- |
| Alemanya      |       | 0 - 0 | 2 - 2 |
| França        | 2 - 1 |       | 2 - 1 |
| Països Baixos | 3 - 0 | 2 - 0 |       |

### Grup A2
| Equip    | Pts | PJ | PG | PE | PP | GF | GC | DG  |
| -------- | --- | -- | -- | -- | -- | -- | -- | --- |
| Suïssa   | 9   | 4  | 3  | 0  | 1  | 14 | 5  | +9  |
| Bèlgica  | 9   | 4  | 3  | 0  | 1  | 9  | 6  | +3  |
| Islàndia | 0   | 4  | 0  | 0  | 4  | 1  | 13 | -12 |

| Equip    |       |       |       |
| -------- | ----- | ----- | ----- |
| Bèlgica  |       | 2 - 1 | 2 - 0 |
| Suïssa   | 5 - 2 |       | 6 - 0 |
| Islàndia | 0 - 3 | 1 - 2 |       |

### Grup A3
| Equip    | Pts | PJ | PG | PE | PP | GF | GC | DG |
| -------- | --- | -- | -- | -- | -- | -- | -- | -- |
| Portugal | 8   | 4  | 2  | 2  | 0  | 5  | 3  | +2 |
| Itàlia   | 5   | 4  | 1  | 2  | 1  | 2  | 2  | 0  |
| Polònia  | 2   | 4  | 0  | 2  | 2  | 4  | 6  | -2 |

| Equip    |       |       |       |
| -------- | ----- | ----- | ----- |
| Portugal |       | 1 - 0 | 1 - 1 |
| Itàlia   | 0 - 0 |       | 1 - 1 |
| Polònia  | 2 - 3 | 0 - 1 |       |

### Grup A4
| Equip      | Pts | PJ | PG | PE | PP | GF | GC | DG |
| ---------- | --- | -- | -- | -- | -- | -- | -- | -- |
| Anglaterra | 7   | 4  | 2  | 1  | 1  | 6  | 5  | +1 |
| Espanya    | 6   | 4  | 2  | 0  | 2  | 12 | 7  | +5 |
| Croàcia    | 4   | 4  | 1  | 1  | 2  | 4  | 10 | -6 |

| Equip      |       |       |       |
| ---------- | ----- | ----- | ----- |
| Espanya    |       | 2 - 3 | 6 - 0 |
| Anglaterra | 1 - 2 |       | 2 - 1 |
| Croàcia    | 3 - 2 | 0 - 0 |       |

Legenda:
  Classificar-se per a la fase final.
  Relegat a la Lliga B de la UEFA Nations League 2020-2021.
Note:
Alemanya, Islàndia, Polonia i Croàcia va tornar a ingressar a la Lliga A de la UEFA Nations League 2020-21 a causa de la reforma de la competència vigent a partir de la temporada següent.

### Fase final

#### Quadre
|  | Semifinals            | Semifinals    |                   |   | Final | Final |
|  |                       |               |                   |   |       |       |
|  | 5 de juny – Porto     |               |                   |   |       |       |
|  |                       |               |                   |   |       |       |
|  | Portugal              | 3             |                   |   |       |       |
|  | Portugal              | 3             | 9 de juny – Porto |   |       |       |
|  | Suïssa                | 1             |                   |   |       |       |
|  | Suïssa                | 1             | Portugal          | 1 |       |       |
|  | 6 de juny – Guimarães |               | Portugal          | 1 |       |       |
|  |                       | Països Baixos | 0                 |   |       |       |
|  | Països Baixos (prò.)  | Països Baixos | 0                 | 3 |       |       |
|  | Països Baixos (prò.)  |               |                   | 3 |       |       |
|  | Anglaterra            | 1             |                   |   |       |       |
|  | Anglaterra            | 1             | Tercer lloc       |   |       |       |
|  |                       |               |                   |   |       |       |
|  | 9 de juny – Guimarães |               |                   |   |       |       |
|  |                       |               |                   |   |       |       |
|  | Suïssa                | 0 (5)         |                   |   |       |       |
|  | Suïssa                | 0 (5)         |                   |   |       |       |
|  | Anglaterra (p.)       | 0 (6)         |                   |   |       |       |

### Semifinals
| Portugal              | 3-1     | Suïssa             |
| --------------------- | ------- | ------------------ |
| Ronaldo 25', 88', 90' | Informe | 57' (p.) Rodríguez |

| Països Baixos                                 | 3-1     | Anglaterra        |
| --------------------------------------------- | ------- | ----------------- |
| de Ligt 75' · Walker 97' (p.p.) · Promes 114' | Informe | 32' (p.) Rashford |

### 3r lloc final
| Suïssa                                         | 0-0     | Anglaterra                                              |
| ---------------------------------------------- | ------- | ------------------------------------------------------- |
|                                                | Informe |                                                         |
| Tanda de penals                                |         |                                                         |
| Zuber · Xhaka · Akanji · Mbabu · Schär · Drmić | 5-6     | Maguire · Barkley · Sancho · Sterling · Pickford · Dier |

### Final
| Portugal   | 1-0     | Països Baixos |
| ---------- | ------- | ------------- |
| Guedes 60' | Informe |               |

| Portugal | Països Baixos |

| PO              | 1  | Rui Patrício      |       |
| DE              | 20 | Nélson Semedo     |       |
| DE              | 4  | Rúben Dias        |       |
| DE              | 6  | José Fonte        |       |
| DE              | 5  | Raphaël Guerreiro |       |
| MI              | 13 | Danilo Pereira    |       |
| MI              | 14 | William Carvalho  | 90+3' |
| MI              | 16 | Bruno Fernandes   | 81'   |
| DA              | 7  | Cristiano Ronaldo |       |
| DA              | 17 | Gonçalo Guedes    | 75'   |
| DA              | 10 | Bernardo Silva    |       |
| Disponible:     |    |                   |       |
| PO              | 12 | José Sá           |       |
| PO              | 22 | Beto              |       |
| DE              | 2  | João Cancelo      |       |
| MI              | 8  | João Moutinho     | 81'   |
| DA              | 9  | Dyego Sousa       |       |
| DA              | 11 | Diogo Jota        |       |
| MI              | 15 | Rafa Silva        | 75'   |
| MI              | 18 | Rúben Neves       | 90+3' |
| DE              | 19 | Mário Rui         |       |
| MI              | 21 | Pizzi             |       |
| DA              | 23 | João Félix        |       |
| Entrenador:     |    |                   |       |
| Fernando Santos |    |                   |       |

| PO            | 1  | Jasper Cillessen    |       |     |
| DE            | 22 | Denzel Dumfries     | 88'   |     |
| DE            | 3  | Matthijs de Ligt    |       |     |
| DE            | 4  | Virgil van Dijk     | 90+1' |     |
| DE            | 17 | Daley Blind         |       |     |
| MI            | 15 | Marten de Roon      |       | 81' |
| MI            | 21 | Frenkie de Jong     |       |     |
| MI            | 8  | Georginio Wijnaldum |       |     |
| DA            | 7  | Steven Bergwijn     |       | 60' |
| DA            | 10 | Memphis Depay       |       |     |
| DA            | 9  | Ryan Babel          |       | 46' |
| Disponible:   |    |                     |       |     |
| PO            | 13 | Kenneth Vermeer     |       |     |
| PO            | 23 | Marco Bizot         |       |     |
| DE            | 2  | Hans Hateboer       |       |     |
| DE            | 5  | Nathan Aké          |       |     |
| MI            | 6  | Davy Pröpper        |       |     |
| DA            | 11 | Quincy Promes       |       | 46' |
| DE            | 12 | Patrick van Aanholt |       |     |
| DE            | 14 | Stefan de Vrij      |       |     |
| MI            | 16 | Kevin Strootman     |       |     |
| MI            | 18 | Tonny Vilhena       |       |     |
| DA            | 19 | Luuk de Jong        |       | 81' |
| MI            | 20 | Donny van de Beek   |       | 60' |
| Entrenador:   |    |                     |       |     |
| Ronald Koeman |    |                     |       |     |

## Lliga B

### Grup B1
| Equip      | Pts | PJ | PG | PE | PP | GF | GC | DG |
| ---------- | --- | -- | -- | -- | -- | -- | -- | -- |
| Ucraïna    | 9   | 4  | 3  | 0  | 1  | 5  | 5  | 0  |
| Txèquia    | 6   | 4  | 2  | 0  | 2  | 4  | 4  | 0  |
| Eslovàquia | 3   | 4  | 1  | 0  | 3  | 5  | 5  | 0  |

| Equip           |       |       |       |
| --------------- | ----- | ----- | ----- |
| Eslovàquia      |       | 4 - 1 | 1 - 2 |
| Ucraïna         | 1 - 0 |       | 1 - 0 |
| República Txeca | 1 - 0 | 1 - 2 |       |

### Grup B2
| Equip   | Pts | PJ | PG | PE | PP | GF | GC | DG |
| ------- | --- | -- | -- | -- | -- | -- | -- | -- |
| Suècia  | 7   | 4  | 2  | 1  | 1  | 5  | 3  | +2 |
| Rússia  | 7   | 4  | 2  | 1  | 1  | 4  | 3  | +1 |
| Turquia | 3   | 4  | 1  | 0  | 3  | 4  | 7  | -3 |

| Equip   |       |       |       |
| ------- | ----- | ----- | ----- |
| Rússia  |       | 0 - 0 | 2 - 0 |
| Suècia  | 2 - 0 |       | 2 - 3 |
| Turquia | 1 - 2 | 0 - 1 |       |

### Grup B3
| Equip                | Pts | PJ | PG | PE | PP | GF | GC | DG |
| -------------------- | --- | -- | -- | -- | -- | -- | -- | -- |
| Bòsnia i Hercegovina | 10  | 4  | 3  | 1  | 0  | 5  | 1  | +4 |
| Àustria              | 7   | 4  | 2  | 1  | 1  | 3  | 2  | +1 |
| Irlanda del Nord     | 0   | 4  | 0  | 0  | 4  | 2  | 7  | -5 |

| Equip                |       |       |       |
| -------------------- | ----- | ----- | ----- |
| Àustria              |       | 0 - 0 | 1 - 0 |
| Bòsnia i Hercegovina | 1 - 0 |       | 2 - 0 |
| Irlanda del Nord     | 1 - 2 | 1 - 2 |       |

### Grup B4
| Equip     | Pts | PJ | PG | PE | PP | GF | GC | DG |
| --------- | --- | -- | -- | -- | -- | -- | -- | -- |
| Dinamarca | 8   | 4  | 2  | 2  | 0  | 4  | 1  | +3 |
| Gal·les   | 6   | 4  | 2  | 0  | 2  | 6  | 5  | +1 |
| Irlanda   | 2   | 4  | 0  | 2  | 2  | 1  | 5  | -4 |

| Equip     |       |       |       |
| --------- | ----- | ----- | ----- |
| Gal·les   |       | 4 - 1 | 1 - 2 |
| Irlanda   | 0 - 1 |       | 0 - 0 |
| Dinamarca | 2 - 0 | 0 - 0 |       |

Llegenda:
  Ascendit a la Lliga A de la UEFA Nations League 2020-21.
  Relegat a la Lliga C de la UEFA Nations League 2020-21.
Note:
Eslovàquia, Turquia, Irlanda del Nord i Irlanda va tornar a ser admès a la Lliga B de la UEFA Nations League 2020-21 a causa de la reforma de la competència vigent a partir de la temporada següent.

## Lliga C

### Grup C1
| Equip   | Pts | PJ | PG | PE | PP | GF | GC | DG |
| ------- | --- | -- | -- | -- | -- | -- | -- | -- |
| Escòcia | 9   | 4  | 3  | 0  | 1  | 10 | 4  | +6 |
| Israel  | 6   | 4  | 2  | 0  | 2  | 6  | 5  | +1 |
| Albània | 3   | 4  | 1  | 0  | 3  | 1  | 8  | -7 |

| Equip   |       |       |       |
| ------- | ----- | ----- | ----- |
| Escòcia |       | 2 - 0 | 3 - 2 |
| Albània | 0 - 4 |       | 1 - 0 |
| Israel  | 2 - 1 | 2 - 0 |       |

### Grup C2
| Equip     | Pts | PJ | PG | PE | PP | GF | GC | DG |
| --------- | --- | -- | -- | -- | -- | -- | -- | -- |
| Finlàndia | 12  | 6  | 4  | 0  | 2  | 5  | 3  | +2 |
| Hongria   | 10  | 6  | 3  | 1  | 2  | 9  | 6  | +3 |
| Grècia    | 9   | 6  | 3  | 0  | 3  | 4  | 5  | -1 |
| Estònia   | 4   | 6  | 1  | 1  | 4  | 4  | 8  | -4 |

| Equip     |       |       |       |       |
| --------- | ----- | ----- | ----- | ----- |
| Hongria   |       | 2 - 1 | 2 - 0 | 2 - 0 |
| Grècia    | 1 - 0 |       | 1 - 0 | 0 - 1 |
| Finlàndia | 1 - 0 | 2 - 0 |       | 1 - 0 |
| Estònia   | 3 - 3 | 0 - 1 | 0 - 1 |       |

### Grup C3
| Equip     | Pts | PJ | PG | PE | PP | GF | GC | DG |
| --------- | --- | -- | -- | -- | -- | -- | -- | -- |
| Noruega   | 13  | 6  | 4  | 1  | 1  | 7  | 2  | +5 |
| Bulgària  | 11  | 6  | 3  | 2  | 1  | 7  | 5  | +2 |
| Xipre     | 5   | 6  | 1  | 2  | 3  | 5  | 9  | -4 |
| Eslovènia | 3   | 6  | 0  | 3  | 3  | 5  | 8  | -3 |

| Equip      |       |       |       |       |
| ---------- | ----- | ----- | ----- | ----- |
| Eslovàquia |       | 1 - 1 | 1 - 2 | 1 - 1 |
| Noruega    | 1 - 0 |       | 1 - 0 | 2 - 0 |
| Bulgària   | 1 - 1 | 1 - 0 |       | 2 - 1 |
| Xipre      | 2 - 1 | 0 - 2 | 1 - 1 |       |

### Grup C4
| Equip      | Pts | PJ | PG | PE | PP | GF | GC | DG  |
| ---------- | --- | -- | -- | -- | -- | -- | -- | --- |
| Sèrbia     | 14  | 6  | 4  | 2  | 0  | 11 | 4  | +7  |
| Romania    | 12  | 6  | 3  | 3  | 0  | 8  | 3  | +5  |
| Montenegro | 7   | 6  | 2  | 1  | 3  | 7  | 6  | +1  |
| Lituània   | 0   | 6  | 0  | 0  | 6  | 3  | 16 | -13 |

| Equip      |       |       |       |       |
| ---------- | ----- | ----- | ----- | ----- |
| Romania    |       | 0 - 0 | 0 - 0 | 3 - 0 |
| Sèrbia     | 2 - 2 |       | 2 - 1 | 4 - 1 |
| Montenegro | 0 - 1 | 0 - 2 |       | 2 - 0 |
| Lituània   | 1 - 2 | 0 - 1 | 1 - 4 |       |

### Comparació entre el tercer classificat
A més del quart classificat en els grups de 4 equips, el pitjor dels quatre tercers classificats es baixa a la Lliga D. Per a la formulació del rànquing entre aquests últims, no es tenen en compte els partits jugats contra el quart classificat.
| Pos. | Gr | Equip      | Pts | PJ | PG | PE | PP | GF | GC | DG |
| ---- | -- | ---------- | --- | -- | -- | -- | -- | -- | -- | -- |
| 1    | C2 | Grècia     | 6   | 4  | 2  | 0  | 2  | 3  | 4  | -1 |
| 2    | C1 | Albània    | 3   | 4  | 1  | 0  | 3  | 1  | 8  | -7 |
| 3    | C4 | Montenegro | 1   | 4  | 0  | 1  | 3  | 1  | 5  | -4 |
| 4    | C3 | Xipre      | 1   | 4  | 0  | 1  | 3  | 2  | 7  | -5 |

Llegenda:
  Ascendit a la Lliga B de la UEFA Nations League 2020-21.
  Relegat a la Lliga D de la UEFA Nations League 2020-21.
Note:
Israel, Hongria, Bulgària i Romania promocionat oficialment a la Lliga B de la UEFA Nations League 2020-2021 a causa de la reforma de la competència en vigor a partir de la temporada següent.
Estònia, Xipre, Eslovàquia i Lituània va tornar a ser admès a la Lliga C de la UEFA Nations League 2020-2021 a causa de la reforma de la competència vigent a partir de la temporada següent.

## Lliga D

### Grup D1
| Equip      | Pts | PJ | PG | PE | PP | GF | GC | DG  |
| ---------- | --- | -- | -- | -- | -- | -- | -- | --- |
| Geòrgia    | 16  | 6  | 5  | 1  | 0  | 12 | 2  | +10 |
| Kazakhstan | 6   | 6  | 1  | 3  | 2  | 8  | 7  | +1  |
| Letònia    | 4   | 6  | 0  | 4  | 2  | 2  | 6  | -4  |
| Andorra    | 4   | 6  | 0  | 4  | 2  | 2  | 9  | -7  |

| Equip      |       |       |       |       |
| ---------- | ----- | ----- | ----- | ----- |
| Geòrgia    |       | 1 - 0 | 2 - 1 | 3 - 0 |
| Letònia    | 0 - 3 |       | 1 - 1 | 0 - 0 |
| Kazakhstan | 0 - 2 | 1 - 1 |       | 4 - 0 |
| Andorra    | 1 - 1 | 0 - 0 | 1 - 1 |       |

### Grup D2
| Equip      | Pts | PJ | PG | PE | PP | GF | GC | DG  |
| ---------- | --- | -- | -- | -- | -- | -- | -- | --- |
| Belarús    | 14  | 6  | 4  | 2  | 0  | 10 | 0  | +10 |
| Luxemburg  | 10  | 6  | 3  | 1  | 2  | 11 | 4  | +7  |
| Moldàvia   | 9   | 6  | 2  | 3  | 1  | 4  | 5  | -1  |
| San Marino | 0   | 6  | 0  | 0  | 6  | 0  | 16 | -16 |

| Equip      |       |       |       |       |
| ---------- | ----- | ----- | ----- | ----- |
| Belarús    |       | 1 - 0 | 0 - 0 | 5 - 0 |
| Luxemburg  | 0 - 2 |       | 4 - 0 | 3 - 0 |
| Moldàvia   | 0 - 0 | 1 - 1 |       | 2 - 0 |
| San Marino | 0 - 2 | 0 - 3 | 0 - 1 |       |

### Grup D3
| Equip       | Pts | PJ | PG | PE | PP | GF | GC | DG  |
| ----------- | --- | -- | -- | -- | -- | -- | -- | --- |
| Kosovo      | 14  | 6  | 4  | 2  | 0  | 15 | 2  | +13 |
| Azerbaidjan | 9   | 6  | 2  | 3  | 1  | 7  | 6  | +1  |
| Illes Fèroe | 5   | 6  | 1  | 2  | 3  | 5  | 10 | -5  |
| Malta       | 3   | 6  | 0  | 3  | 3  | 5  | 14 | -9  |

| Equip       |       |       |       |       |
| ----------- | ----- | ----- | ----- | ----- |
| Azerbaidjan |       | 2 - 0 | 1 - 1 | 0 - 0 |
| Illes Fèroe | 0 - 3 |       | 3 - 1 | 1 - 1 |
| Malta       | 1 - 1 | 1 - 1 |       | 0 - 5 |
| Kosovo      | 4 - 0 | 2 - 0 | 3 - 1 |       |

### Grup D4
| Equip         | Pts | PJ | PG | PE | PP | GF | GC | DG  |
| ------------- | --- | -- | -- | -- | -- | -- | -- | --- |
| Macedònia     | 15  | 6  | 5  | 0  | 1  | 14 | 5  | +9  |
| Armènia       | 10  | 6  | 3  | 1  | 2  | 14 | 8  | +6  |
| Gibraltar     | 6   | 6  | 2  | 0  | 4  | 5  | 15 | -10 |
| Liechtenstein | 4   | 6  | 1  | 1  | 4  | 7  | 12 | -5  |

| Equip         |       |       |       |       |
| ------------- | ----- | ----- | ----- | ----- |
| Macedònia     |       | 2 - 0 | 4 - 1 | 4 - 0 |
| Armènia       | 4 - 0 |       | 2 - 1 | 0 - 1 |
| Liechtenstein | 0 - 2 | 2 - 2 |       | 2 - 0 |
| Gibraltar     | 0 - 2 | 2 - 6 | 2 - 1 |       |

Llegenda:
  Ascendit a la Lliga C de la UEFA Nations League 2020-21.
Note:
Kazakhstan, Luxemburg, Moldàvia, Azerbaidjan i Armènia promocionat oficialment a la Lliga C de la UEFA Nations League 2020-21 a causa de la reforma de la competència vigent a partir de la temporada següent.

## Classificació final
Per continuar amb la reforma de la competició i la nova composició de les quatre lligues a partir de la propera edició del 2020-2021, el 24 de setembre de 2019, la UEFA va elaborar la classificació final a la reunió del Comitè Executiu de Ljubljana. d'aquesta edició per tal de dividir els 55 equips nacionals en tres lligues de 16 i l'última lliga de 7 equips.

### Lliga A
| L. M. | Pos. | Equip         | Posició Grup | Pts | PJ | PG | PE | PP | GF | GC | DG  |
| ----- | ---- | ------------- | ------------ | --- | -- | -- | -- | -- | -- | -- | --- |
|       | 1.   | Suïssa        | 1-A2         | 9   | 4  | 3  | 0  | 1  | 14 | 5  | +9  |
|       | 2.   | Portugal      | 1-A3         | 8   | 4  | 2  | 2  | 0  | 5  | 3  | +2  |
|       | 3.   | Països Baixos | 1-A1         | 7   | 4  | 2  | 1  | 1  | 8  | 4  | +4  |
|       | 4.   | Anglaterra    | 1-A4         | 7   | 4  | 2  | 1  | 1  | 6  | 5  | +1  |
|       | 5.   | Bèlgica       | 2-A2         | 9   | 4  | 3  | 0  | 1  | 9  | 6  | +3  |
|       | 6.   | França        | 2-A1         | 7   | 4  | 2  | 1  | 1  | 4  | 4  | 0   |
|       | 7.   | Espanya       | 2-A4         | 6   | 4  | 2  | 0  | 2  | 12 | 7  | +5  |
|       | 8.   | Itàlia        | 2-A3         | 5   | 4  | 1  | 2  | 1  | 2  | 2  | 0   |
|       | 9.   | Croàcia       | 3-A4         | 4   | 4  | 1  | 1  | 2  | 4  | 10 | -6  |
|       | 10.  | Polònia       | 3-A3         | 2   | 4  | 0  | 2  | 2  | 4  | 6  | -2  |
|       | 11.  | Alemanya      | 3-A1         | 2   | 4  | 0  | 2  | 2  | 3  | 7  | -4  |
|       | 12.  | Islàndia      | 3-A2         | 0   | 4  | 0  | 0  | 4  | 1  | 13 | -12 |

Llegenda:
  Admès a la fase final.

### Lliga B
|      | Pos. | Equip                | Posició Grup | Pts | PJ | PG | PE | PP | GF | GC | DG |
| ---- | ---- | -------------------- | ------------ | --- | -- | -- | -- | -- | -- | -- | -- |
| Puja | 13.  | Bòsnia i Hercegovina | 1-B3         | 10  | 4  | 3  | 1  | 0  | 5  | 1  | +4 |
| Puja | 14.  | Ucraïna              | 1-B1         | 9   | 4  | 3  | 0  | 1  | 5  | 5  | 0  |
| Puja | 15.  | Dinamarca            | 1-B4         | 8   | 4  | 2  | 2  | 0  | 4  | 1  | +3 |
| Puja | 16.  | Suècia               | 1-B2         | 7   | 4  | 2  | 1  | 1  | 5  | 3  | +2 |
|      | 17.  | Rússia               | 2-B2         | 7   | 4  | 2  | 1  | 1  | 4  | 3  | +1 |
|      | 18.  | Àustria              | 2-B3         | 7   | 4  | 2  | 1  | 1  | 3  | 2  | +1 |
|      | 19.  | Gal·les              | 2-B4         | 6   | 4  | 2  | 0  | 2  | 6  | 5  | +1 |
|      | 20.  | Rep. Txeca           | 2-B1         | 6   | 4  | 2  | 0  | 2  | 4  | 4  | 0  |
|      | 21.  | Eslovàquia           | 3-B1         | 3   | 4  | 1  | 0  | 3  | 5  | 5  | 0  |
|      | 22.  | Turquia              | 3-B2         | 3   | 4  | 1  | 0  | 3  | 4  | 7  | -3 |
|      | 23.  | Irlanda              | 3-B4         | 2   | 4  | 0  | 2  | 2  | 1  | 5  | -4 |
|      | 24.  | Irlanda del Nord     | 3-B3         | 0   | 4  | 0  | 0  | 4  | 2  | 7  | -5 |

Llegenda:
  Promogut a Lliga A.

### Lliga C
|      | Pos. | Equip      | Posició Grup | Pts | PJ | PG | PE | PP | GF | GC | DG  |
| ---- | ---- | ---------- | ------------ | --- | -- | -- | -- | -- | -- | -- | --- |
| Puja | 25.  | Escòcia    | 1-C1         | 9   | 4  | 3  | 0  | 1  | 10 | 4  | +6  |
| Puja | 26.  | Noruega    | 1-C3         | 9   | 4  | 3  | 0  | 1  | 5  | 1  | +4  |
| Puja | 27.  | Sèrbia     | 1-C4         | 8   | 4  | 2  | 2  | 0  | 6  | 3  | +3  |
| Puja | 28.  | Finlàndia  | 1-C2         | 6   | 4  | 2  | 0  | 2  | 3  | 3  | 0   |
| Puja | 29.  | Bulgària   | 2-C3         | 7   | 4  | 2  | 1  | 1  | 4  | 3  | +1  |
| Puja | 30.  | Israel     | 2-C1         | 6   | 4  | 2  | 0  | 2  | 6  | 5  | +1  |
| Puja | 31.  | Hongria    | 2-C2         | 6   | 4  | 2  | 0  | 2  | 4  | 3  | +1  |
| Puja | 32.  | Romania    | 2-C4         | 6   | 4  | 1  | 3  | 0  | 3  | 2  | +1  |
|      | 33.  | Grècia     | 3-C2         | 6   | 4  | 2  | 0  | 2  | 3  | 4  | -1  |
|      | 34.  | Albània    | 3-C1         | 3   | 4  | 1  | 0  | 3  | 1  | 8  | -7  |
|      | 35.  | Montenegro | 3-C4         | 1   | 4  | 0  | 1  | 3  | 1  | 5  | -4  |
|      | 36.  | Xipre      | 3-C3         | 1   | 4  | 0  | 1  | 3  | 2  | 7  | -5  |
|      | 37.  | Estònia    | 4-C2         | 4   | 6  | 1  | 1  | 4  | 4  | 8  | -4  |
|      | 38.  | Eslovènia  | 4-C3         | 3   | 6  | 0  | 3  | 3  | 5  | 8  | -3  |
|      | 39.  | Lituània   | 4-C4         | 0   | 6  | 0  | 0  | 6  | 3  | 16 | -13 |

Llegenda:
  Promogut a Lliga B
Note:
Es descarten els partits contra els quarts classificats dels grups C2, C3 i C4 per tal de poder comparar el primer, el segon i el tercer equip.

### Lliga D
|      | Pos. | Equip         | Posició Grup | Pts | PJ | PG | PE | PP | GF | GC | DG  |
| ---- | ---- | ------------- | ------------ | --- | -- | -- | -- | -- | -- | -- | --- |
| Puja | 40.  | Geòrgia       | 1-D1         | 16  | 6  | 5  | 1  | 0  | 12 | 2  | +10 |
| Puja | 41.  | Macedònia     | 1-D4         | 15  | 6  | 5  | 0  | 1  | 14 | 5  | +9  |
| Puja | 42.  | Kosovo        | 1-D3         | 14  | 6  | 4  | 2  | 0  | 15 | 2  | +13 |
| Puja | 43.  | Belarús       | 1-D2         | 14  | 6  | 4  | 2  | 0  | 10 | 0  | +10 |
| Puja | 44.  | Luxemburg     | 2-D2         | 10  | 6  | 3  | 1  | 2  | 11 | 4  | +7  |
| Puja | 45.  | Armènia       | 2-D4         | 10  | 6  | 3  | 1  | 2  | 14 | 8  | +6  |
| Puja | 46.  | Azerbaidjan   | 2-D3         | 9   | 6  | 2  | 3  | 1  | 7  | 6  | +1  |
| Puja | 47.  | Kazakhstan    | 2-D1         | 6   | 6  | 1  | 3  | 2  | 8  | 7  | +1  |
| Puja | 48.  | Moldàvia      | 3-D2         | 9   | 6  | 2  | 3  | 1  | 4  | 5  | -1  |
|      | 49.  | Gibraltar     | 3-D4         | 6   | 6  | 2  | 0  | 4  | 5  | 15 | -10 |
|      | 50.  | Illes Fèroe   | 3-D3         | 5   | 6  | 1  | 2  | 3  | 5  | 10 | -5  |
|      | 51.  | Letònia       | 3-D1         | 4   | 6  | 0  | 4  | 2  | 2  | 6  | -4  |
|      | 52.  | Liechtenstein | 4-D4         | 4   | 6  | 1  | 1  | 4  | 7  | 12 | -5  |
|      | 53.  | Andorra       | 4-D1         | 4   | 6  | 0  | 4  | 2  | 2  | 9  | -7  |
|      | 54.  | Malta         | 4-D3         | 3   | 6  | 0  | 3  | 3  | 5  | 14 | -9  |
|      | 55.  | San Marino    | 4-D2         | 0   | 6  | 0  | 0  | 6  | 0  | 16 | -16 |

Llegenda:
  Promogut a Lliga C.

## L'equip guanyador
Els 23 jugadors convocats per Portugal per al torneig final
| Portugal                    | Portugal          | Portugal          |
| Number                      | Jugador           | Equip 2018-2019   |
| Porters                     | Porters           | Porters           |
| --------------------------- | ----------------- | ----------------- |
| 22                          | Beto              | Göztepe           |
| 12                          | José Sá           | Olympiacos        |
| 1                           | Rui Patrício      | Wolverhampton     |
| Defensa                     |                   |                   |
| 2                           | João Cancelo      | Juventus FC       |
| 20                          | Nélson Semedo     | FC Barcelona      |
| 6                           | José Fonte        | Lille             |
| 3                           | Pepe              | Porto             |
| 4                           | Rúben Dias        | Benfica           |
| 5                           | Raphaël Guerreiro | Borussia Dortmund |
| 19                          | Mário Rui         | Nàpols            |
| Migcampista                 |                   |                   |
| 13                          | Danilo Pereira    | Porto             |
| 18                          | Rúben Neves       | Wolverhampton     |
| 14                          | William Carvalho  | Betis             |
| 16                          | Bruno Fernandes   | Sporting Lisbona  |
| 8                           | João Moutinho     | Wolverhampton     |
| 21                          | Pizzi             | Benfica           |
| Davanter                    |                   |                   |
| 10                          | Bernardo Silva    | Manchester City   |
| 23                          | João Félix        | Benfica           |
| 17                          | Gonçalo Guedes    | València CF       |
| 15                          | Rafa Silva        | Benfica           |
| 7                           | Cristiano Ronaldo | Juventus FC       |
| 11                          | Diogo Jota        | Wolverhampton     |
| 9                           | Dyego Sousa       | Braga             |
| Entrenador: Fernando Santos |                   |                   |

## Golejadors
| Gols | jugador           |
| ---- | ----------------- |
| 5    | Haris Seferović   |
| 4    | Romelu Lukaku     |
| 3    | Marcus Rashford   |
| 3    | Cristiano Ronaldo |
| 3    | André Silva       |
| 3    | Sergio Ramos      |
| 2    | 13 jugadors       |
| 1    | 31 jugadors       |

| Gols | Giocatore          |
| ---- | ------------------ |
| 3    | Edin Džeko         |
| 3    | Patrik Schick      |
| 2    | Christian Eriksen  |
| 2    | Denis Cheryshev    |
| 2    | Emre Akbaba        |
| 2    | Yevhen Konoplyanka |
| 2    | Gareth Bale        |
| 1    | 32 jugadors        |

| Gols | Jugador             |
| ---- | ------------------- |
| 6    | Aleksandar Mitrović |
| 5    | James Forrest       |
| 4    | Ádám Szalai         |
| 3    | Teemu Pukki         |
| 3    | Stefan Mugoša       |
| 2    | Bozhidar Kraev      |
| 2    | Stefan Johansen     |
| 2    | Ola Kamara          |
| 2    | Nicușor Stanciu     |
| 2    | George Țucudean     |
| 2    | Adem Ljajić         |
| 2    | Miha Zajc           |
| 1    | 50 jugadors         |

| Gols | Jugador               |
| ---- | --------------------- |
| 5    | Yura Movsisyan        |
| 5    | Stanislaŭ Drahun      |
| 4    | Giorgi Chakvetadze    |
| 4    | Arbër Zeneli          |
| 3    | Anton Saroka          |
| 3    | René Joensen          |
| 3    | Benjamin Kololli      |
| 3    | Danel Sinani          |
| 3    | Ezgjan Alioski        |
| 3    | Ilija Nestorovski     |
| 3    | Aleksandar Trajkovski |
| 3    | Radu Gînsari          |
| 2    | 14 jugadors           |
| 1    | 49 jugadors           |